# Impresa rigenerata
L'Impresa rigenerata è il risultato dell'operazione di acquisto di una società realizzato dai dipendenti dell'impresa stessa, detta employee buyout oppure workers buyout. Un'operazione simile realizzata invece dalla dirigenza, prende il nome di management buyout (MBO).
È una tipologia di operazione diffusa soprattutto negli Stati Uniti, dove è nata e si è diffusa attraverso l'intervento dei fondi pensione ed il ricorso ad un Employee Stock Ownership Plan (ESOP).
I lavoratori, al fine di crearsi un'alternativa occupazionale e di salvaguardare il know-how acquisito, si riuniscono in cooperativa e si propongono di prendere in affitto o acquisire l'azienda dal liquidatore o dal curatore fallimentare, a volte anche dal datore di lavoro stesso. Per farlo utilizzano propri risparmi e l'indennità di mobilità, se l'INPS riconosce la possibilità di erogare l'anticipo dell'indennità stessa per destinarla alla capitalizzazione da parte dei soci.
In Italia, il primo caso di impresa rigenerata risale al 1978 con l'acquisizione da parte dei lavoratori del quotidiano Il Telegrafo (oggi Il Tirreno).
Nel 1981, il Ministro dell'Industria Giovanni Marcora, a seguito di una crisi che riguardò alcuni stabilimenti della Richard Ginori, annunciò la presentazione di un progetto che regolava e facilitava questo tipo di imprese. A causa delle varie crisi di Governo e della morte di Marcora, la legge fu approvata nel 1985 (Legge 49/85) e venne chiamata Legge Marcora.
Dalla sua nascita al 2018 sono state create 220 workers buyout.

## Storia
La prima esperienza di impresa rigenerata in Italia risale al 1978, quando i giornalisti e i tipografi dello storico quotidiano di Livorno Il Telegrafo (oggi Il Tirreno), dopo un lungo braccio di ferro con la proprietà e con il fondamentale contributo dell’allora sindaco di Livorno Alì Nannipieri, acquisirono il giornale.
Dalla vicenda prese spunto, nel 1981, Giovanni Marcora per risolvere la crisi degli stabilimenti di produzione e lavorazione della ceramica di Laveno (VA) e di Livorno della Richard Ginori. Azienda che stava attraversando un periodo molto intricato nell’assetto proprietario.
Giovanni Marcora, all'epoca Ministro dell’Industria del Governo Spadolini I e sindaco di Inveruno (cittadina poco distante da Laveno), sollecitato dagli amministratori locali lombardi a trovare una soluzione alla grave crisi occupazionale e sociale, conseguente alla chiusura delle fabbriche di ceramiche, favorì la nascita di cooperative di lavoratori che rilevarono gli stabilimenti della Richard Ginori.
Nello stesso periodo elaborò un progetto di legge, con l'intento di promuovere e regolare questo genere di imprese.
Progetto di legge che fu annunciato pubblicamente nel novembre 1981 ma che si arenò a causa della caduta del Governo Spadolini, della travagliata stagione politica e della malattia di Marcora che lo avrebbe portato alla morte il 5 febbraio del 1983.
La legge, approvata dal Parlamento successivo nel febbraio del 1985, fu chiamata "Legge Marcora" in suo onore.
A seguito di una procedura di infrazione, per aiuti di stato, della Commissione Europea la Legge fu riformata.
Con la L. 57/2001 "Disposizioni in materia di apertura e regolazione dei mercati", il Parlamento Italiano, accogliendo i rilievi mossi dalla giurisdizione comunitaria sulla violazione delle leggi della concorrenza, apportò significative modifiche alla Legge Marcora.

## I dati dal 2002 al 2017
Già dal 1986, per promuovere le facilitazione e rendere più veloce il sostegno economico ai lavoratori sono state create due società, quasi interamente di proprietà pubblica, gestite da soggetti privati che ne detengono una quota simbolica.
Nonostante, quando applicato lo strumento si sia dimostrato molto valido (il tasso di mortalità è del 20%), dal 2002 al 2017 sono state create solo 65 imprese rigenerate (fonte Forum Diseguaglianze). Considerando che la media è di 25 addetti per azienda, i posti salvati nei 16 anni dall’approvazione della Nuova Marcora sono all’incirca 1.300.